# Aardkastanjeroest
De aardkastanjeroest (Puccinia bulbocastani) is een schimmel behorend tot de familie Pucciniaceae. Het is een biotrofe parasiet uitsluitend voorkomt op de aardkastanje (Bunium bulbocastaneum).

## Ecologie
Het is een biotrofe parasiet die spermogonia en aecia (vooral op bladstelen, ook onderzijde blad) en telia (beide zijden blad, soms ook op de bladstelen) van de aardkastanje.

## Verspreiding
In Nederland komt de aardkastanjeroest uiterst zeldzaam voor. Het is bekend van twee atlasblokken. Het is eenmaal gemeld van Ubachsberg (1994).